# Сельское поселение Хорошенькое
Сельское поселение Хорошенькое — муниципальное образование в Красноярском районе Самарской области. Административный центр — село Хорошенькое.

## Административное устройство
В состав сельского поселения Хорошенькое входят:
- село Кривое Озеро,
- село Лопатино,
- село Хорошенькое,
- посёлок Грачёвка,
- посёлок Ильинка,
- посёлок Конезавод,
- посёлок Лебяжинка,
- посёлок Лужки,
- посёлок Малая Тростянка,
- посёлок Мартышенка,
- посёлок Маршанка,
- посёлок Песчановка,
- посёлок Потаповка,
- посёлок Светлый Ключ,
- посёлок Сухолинка.

В сентябре 2021 года власти Самарской области официально объявили о намерении построить крематорий с двумя печами на территории поселения в районе села Кривое Озеро (на площади 5 га к юго-востоку от села).